# Hyomys goliath
Hyomys goliath is een knaagdier uit het geslacht Hyomys dat voorkomt op Nieuw-Guinea. Hij leeft in de bergen van Mount Hagen tot het uiterste zuidoosten, op 1500 tot 2800 m hoogte. Hij komt ook voor op het Huonschiereiland, waar de vorm H. g. strobilurus mogelijk een aparte ondersoort is. Deze soort werd vroeger vaak Hyomys meeki genoemd.
H. goliath is een enorme rat met een ruige, bruine vacht en een korte staart. Hij is iets groter, heeft een langere staart en meer witte vacht om de oren dan H. dammermani. De kop-romplengte bedraagt 295 tot 390 mm, de staartlengte 256 tot 381 mm, de achtervoetlengte 53 tot 64 mm, de oorlengte 18.5 tot 28 mm en het gewicht 750 tot 945 gram. Vrouwtjes hebben 0+2=4 mammae.
Dit dier leeft in een hol of nest, dat gebouwd wordt op de grond, onder boomwortels, onder omgevallen bomen of onder rotsen. Ze eten wortels van bamboe, palmen en Pandanus-noten. Er worden meestal meer vrouwtjes dan mannetjes van deze soort gevangen, maar de oorzaak daarvoor is onduidelijk.
Hyomys dammermani · Hyomys goliath